# Heartland rock
Heartland rock je žánr rockové hudby, který se stal velice populárním na konci sedmdesátých a v průběhu osmdesátých let ve Spojených státech amerických. Vyznačuje se především přímým hudebním stylem a texty týkajícími se života amerických dělníků.
Mezi představitele tohoto žánru patří například Bruce Springsteen nebo Tom Petty.